# Antoine Duss
 Antoine Duss, né le 14 août 1840 à Hasle et mort le 12 mai 1924, est un botaniste d'origine suisse naturalisé Français. Il était « prêtre de la congrégation du Saint-Esprit et du Saint-Cœur de Marie ».

## Biographie
Antoine Duss, né Anton Düss, dans le canton de Lucerne, fait ses études au collège de Lucerne, puis à Fribourg. En 1863 il entre dans la congrégation du Saint-Esprit et étudie la théologie.
En 1865 il devient enseignant au collège de Saint-Pierre en Martinique. Revenu en France en 1870 pour faire son noviciat en Bretagne, il est ordonné prêtre à Saint-Brieuc le 23 juillet 1871. Il retourne enseigner en Martinique, à Fort-de-France et à Saint-Pierre, jusqu'en 1889. Rappelé un moment pour enseigner à Beauvais, il est nommé deux ans plus tard professeur au collège de Basse-Terre.
En 1897, il publie une Flore phanérogamique des Antilles françaises (Guadeloupe et Martinique), ouvrage monumental, qui sert de plus, de nos jours, à documenter les changements survenus dans la flore antillaise. Il fait des voyages de recherches à Antigua-et-Barbuda, à la Dominique et à Sainte-Lucie.
En 1905 Duss devient aumônier dans un hospice de pauvres à Thillac (aujourd'hui partie de Basse-Terre).
Il est nommé chevalier de la Légion d'honneur quelques jours avant sa mort en 1924 et avait d'autres distinctions.
« Duss » est son nom d'auteur en botanique.

## Distinctions
- Chevalier de la Légion d'honneur (1924)[7]

## Ouvrages
- Flore phanérogamique des Antilles françaises (Guadeloupe et Martinique), Mâcon, Protat frères, 1897, 656 p.Avec des « annotations sur l'emploi des plantes » du Dr Édouard Heckel, qui était aussi le directeur de la collection.

1. Numérisation de manioc.org
2. Numérisation du jardin botanique de New York, Mertz Library SAN
3. Numérisation de Biodiversity Heritage Library, d'après les Annales de l'Institut colonial de Marseille, 4e année, vol. 3

- Division, nomenclature et habitat des fougères et lycopodes des Antilles françaises, Lons-le-Saunier, Lucien Declume, 1903 (lire en ligne)Avec cette mention, sur la page de titre : « La description détaillée de chaque espèce de fougère paraîtra plus tard. »
- Énumération méthodique des champignons recueillis à la Guadeloupe et à la Martinique, Lons-le-Saunier, Lucien Declume, 1903
- Flore cryptogamique des Antilles françaises, Lons-le-Saunier, Lucien Declume, 1904, 360 p. (lire en ligne)Cryptogames et phanérogames (ces derniers, étudiés dans l'ouvrage de 1897) formaient à eux deux les végétaux dans la classification de Linné.
- Les principaux lichens de la Guadeloupe, Lons-le-Saunier, Lucien Declume, 1904, 18 p. (OCLC 918455887)